# Oreodera sororcula
Oreodera sororcula är en skalbaggsart som beskrevs av Martins och Monné 1993. Oreodera sororcula ingår i släktet Oreodera och familjen långhorningar.
Artens utbredningsområde är:
- Guyana.
- Venezuela.

Inga underarter finns listade i Catalogue of Life.